# Maurice Henry Dorman

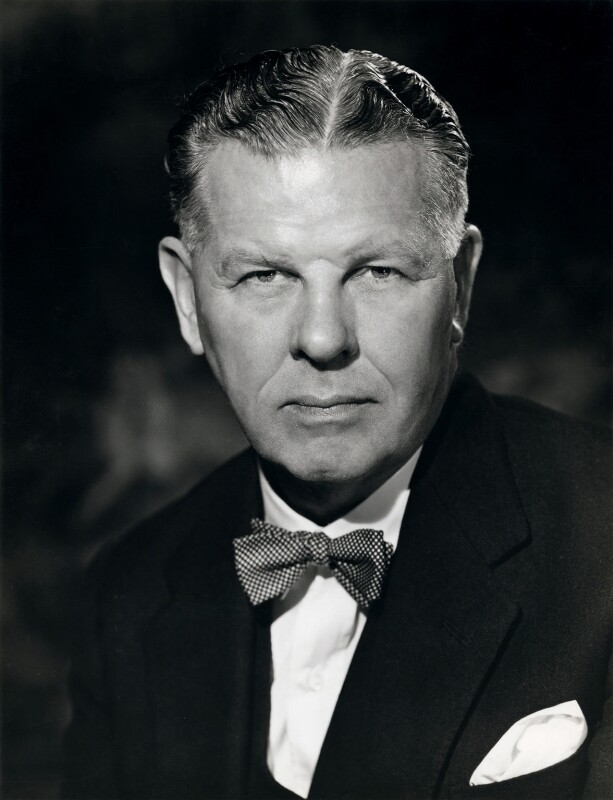
Sir Maurice Henry Dorman (1962)

Sir Maurice Henry Dorman GCMG GCVO (* 7. August 1912; † 26. Oktober 1993) war ein britischer Diplomat. Er diente als Kolonialbeamter in den damaligen Commonwealth Realms Tanganyika, Trinidad und Tobago, Sierra Leone und Malta.

## Werdegang
Dorman wurde 1912 geboren als ältester Sohn von John Ehrenfried Dorman und Madeleine Louise Bostock. Seine Eltern kamen beide aus wohlhabenden Unternehmerfamilien aus der Stadt Stafford. Seine Mutter war Magistrat und eine der ersten weiblichen Zahnärzte. Dorman studierte an der Cambridge University.
Von 1956 bis 1962 diente er in Sierra Leone. Vom 27. April 1961 (Sierra Leones Unabhängigkeitstag) bis zum 5. Mai 1962 war er der Generalgouverneur von Sierra Leone. Vom 2. Juli 1962 an war er Gouverneur von Malta bis zur Unabhängigkeit am 21. September 1964, danach war er bis zum 4. Juli 1971 Generalgouverneur dieses Staates.
In Anerkennung seiner Verdienste wurde er am 1. Januar 1957 als Knight Commander des Order of St Michael and St George geadelt. Am 9. Juni 1961 wurde er zum Knight Grand Cross des Order of St Michael and St George erhoben und am 1. Dezember 1961 auch zum Knight Grand Cross des Royal Victorian Order geschlagen. Er amtierte auch zeitweise als Deputy Lieutenant von Wiltshire und Prior des Order of Saint John und war Knight Grand Cross des Maltese Order of Merit.